# Полупаразит
Полупаразитни растения са тези, които имат хлорофил, извършват фотосинтеза, но всмукват вода и минерални соли от дървесинните цеви на растението гостоприемник.
Полупаразитното растение бял имел расте по дърветата, върху които образува неголеми зелени храстчета. Вечнозелените им листа са твърди и имат жълтеникаво-зелен цвят. Плодът е белезникав, слузест и лепкав. Птиците разпространяват лепкавите семена, като ги остъргват от човката си по клоните или ги изхвърлят несмлени с изпражненията си. Имелът се разпространява само по този начин, тъй като семената не покълнват, поставени във вода или в почвата.